# Le Barp
 Le Barp  là một xã in the Gironde department khu vực tây nam nước Pháp. Xã này nằm ở khu vực có độ cao trung bình 72 mét trên mực nước biển